# 寡刺泥蚤
寡刺泥蚤（学名：Ilyocryptus spinifer）为粗毛蚤科泥蚤属的动物。分布于印度、斯里兰卡、美洲、非洲、大洋洲以及中国大陆的广东、广西、福建、云南、贵州、湖北等地，多栖息于热带及亚热带地区的水底泥层，惯于在大湖沿岸和小的池沼中爬行。